# Dodó kacsa
Dodó kacsa (eredeti név: Daffy Duck) a Warner Bros. közismert rajzfilmfigurája. Az antropomorf fekete kacsának ábrázolt szereplő több rajzfilmsorozatban, legfőképp a Bolondos dallamokban és a Merrie Melodiesban bukkant fel Tapsi Hapsi riválisaként. Dodó egyike volt azoknak az 1930-as évek végén felbukkant „ütődött” karaktereknek, amikkel az átlagnéző könnyen azonosulni tudott. Az amerikai animáció aranykorában 130 kisfilmben szerepelt, ezzel a harmadik leggyakrabban előforduló Bolondos dallamok/Merrie Melodies-szereplő lett Tapsi Hapsi 167 és Cucu malac 162 megjelenése után. Dodó a TV Guide által lehozott 50 legjobb rajzfilmfigura listán a 14. helyezést érte el.

## Fordítás
Ez a szócikk részben vagy egészben  a   Daffy Duck című angol Wikipédia-szócikk ezen változatának fordításán alapul.  Az eredeti cikk szerkesztőit annak laptörténete sorolja fel. Ez a jelzés csupán a megfogalmazás eredetét és a szerzői jogokat jelzi, nem szolgál a cikkben szereplő információk forrásmegjelöléseként.